# Antonio Giolitti
Antonio Giolitti (ur. 12 lutego 1915 w Rzymie, zm. 8 lutego 2010 tamże) – włoski polityk i publicysta, członek ruchu oporu podczas II wojny światowej. Wieloletni deputowany i senator, trzykrotny minister budżetu, w latach 1977–1985 członek Komisji Europejskiej.

## Życiorys
Syn Giuseppe Giolittiego i Marii Tami, wnuk polityka Giovanniego Giolittiego. W 1937 ukończył studia prawnicze na Uniwersytecie Rzymskim „La Sapienza”, przez dwa lata pracował w Turynie, następnie w ministerstwie edukacji. W 1940 dołączył do Włoskiej Partii Komunistycznej i zaangażował się w działalność ruchu oporu. W październiku 1942 aresztowany pod zarzutem dywersji, następnie wypuszczony wobec braku dowodów. Od 1943 działał na rzecz obalenia rządu z ramienia PCI, przystąpił do partyzanckich Brygad Garibaldiego, gdzie pełnił funkcję komisarza politycznego. W 1944 doznał ciężkich obrażeń po wypadku motocyklowym, następnie do kwietnia 1945 leczył się we Francji, po czym wrócił do Włoch. W latach powojennych zajął się publicystyką, pisywał do gazet politycznych i kulturalnych, wydał kilka książek oraz tłumaczenia, głównie z języka niemieckiego. Pracował jako konsultant wydawniczy i edytor w wydawnictwie Einaudi, m.in. przy prestiżowej serii Serie di politica economica.
Od lipca do grudnia 1945 był wiceministrem spraw zagranicznych. W 1946 wybrany do Zgromadzenia Konstytucyjnego, następnie w latach 1948–1977 nieprzerwanie zasiadał w Izbie Deputowanych. W 1957 opuścił komunistów w proteście przeciwko ich postawie w sprawie powstania węgierskiego z 1956. Następnie przeszedł do Włoskiej Partii Socjalistycznej, wchodził w skład jej władz krajowych i kierował jej frakcją parlamentarną. Zajmował stanowisko ministra budżetu (grudzień 1963–lipiec 1964) oraz budżetu i programów ekonomicznych (marzec 1970–luty 1972, lipiec 1973–marzec 1974). W 1978 był rozważany jako kandydat PSI na prezydenta Włoch. W latach 1977–1985 wchodził w skład Komisji Europejskich kierowanych przez Roya Jenkinsa i Gastona Thorna, odpowiadając za politykę regionalną i koordynację funduszy. W 1985 opuścił socjalistów w proteście przeciwko działalności Bettino Craxiego. W 1987 wybrany do Senatu X kadencji jako niezależny z poparciem komunistów. Po 1992 wycofał się z działalności politycznej.
Żonaty z tłumaczką Eleną D’Amico, miał troje dzieci.

## Odznaczenia
W 2006 odznaczony Orderem Zasługi Republiki Włoskiej I klasy.